# Dark 'N' Stormy
Le dark 'n' stormy est un cocktail de type highball composé de rhum ambré et de bière de gingembre, servi sur de la glace et décoré d'une tranche de citron vert. 
Cette boisson est très similaire au Moscow Mule, sauf que le Dark 'n' Stormy contient du rhum ambré à la place de la vodka. 

## Marques
Aux États-Unis, le nom du cocktail est une marque déposée par Gosling Brothers Ltd depuis 1991. L'entreprise commercialise la boisson par le biais de liens avec la communauté de la voile et des courses de voiliers. 
L'entreprise utilise le nom du cocktail pour interdire la commercialisation aux États-Unis d'une boisson sous le nom de Dark 'n Stormy,  ou sous un nom apparenté prêtant à confusion, à moins qu'elle ne soit fabriquée avec du rhum Gosling Black Seal. 

## Ingrédients
Les ingrédients du cocktail selon l'IBA. 
- 6 cl de rhum ambré
- 10 cl de bière de gingembre